# Wilson Cup
La Wilson Cup est une ancienne compétition de football organisée de 1906 à 1946 qui voyait s'affronter lors d'un simple match les deux grandes équipes d'Édimbourg, Heart of Midlothian et Hibernian.

## Histoire
Cette compétition a été créée en 1906 à l'initiative de Robert Wilson, qui était à la fois l'un des dirigeants du journal l’Edinburgh Evening News et du club d'Heart of Midlothian. Il a proposé à l'autre grand club de la ville, Hibernian, de l'affronter une fois par an. Il a aussi fait fabriquer le trophée remis à l'équipe victorieuse. 
La rencontre se déroulait soit juste avant le début de la saison du championnat d'Écosse, soit juste après, ou si le calendrier ne le permettait pas à ces moments-là, le 1er janvier.
À quelques occasions, la rencontre entre les deux équipes a compté à la fois pour la Wilson Cup et pour l'East of Scotland Shield, comme en 1919, 1920 et 1921.

## Résultats
- Heart of Midlothian : 21 victoires
- Hibernian : 14 victoires

Tommy Walker est le joueur qui a le plus marqué lors de cette compétition, avec 7 buts.